# Cultura epiolmeca

Sítios epiolmecas importantes.

A cultura epiolmeca constituía uma área cultural na região central do actual estado mexicano de Veracruz, concentrada na bacia do rio Papaloapan, uma cultura que existiu durante o período pré-clássico tardio, desde cerca 300 a.C. até cerca 250 d.C.. A cultura epiolmeca foi uma cultura sucessora da olmeca, donde o uso do prefixo "epi-". Apesar de a cultura epiolmeca não ter alcançado os grandes feitos da sua predecessora, conseguiu ainda assim, com o seu calendário e sistema de escrita, um grau de complexidade cultural desconhecido entre os olmecas.
Tres Zapotes e eventualmente Cerro de las Mesas foram os maiores centros epiolmecas, apesar de nenhum deles ter atingido a dimensão e importância das grandes cidades olmecas anteriores ou da posterior El Tajín. Outros sítios epiolmecas dignos de nota incluem El Mesón, Lerdo de Tejada, La Mojarra, Bezuapan e Chuniapan de Abajo.

## O contexto da cultura epiolmeca
O surgimento da cultura epiolmeca na orla ocidental da área nuclear olmeca coincide com o despovoamento da metade oriental da área nuclear olmeca e com o declínio da cultura olmeca em geral. A cultura epiolmeca representou uma transformação gradual da cultura olmeca e não um corte abrupto com esta. Muitos motivos olmecas, por exemplo, foram utilizados pela cultura sua sucessora. Tres Zapotes, um dos maiores sítios olmecas, continuou a ser um centro regional sob a cultura epiolmeca. A vida quotidiana da não-elite continuou praticamente inalterada: agricultura de subsistência com caça e pesca de oportunidade, casas de pau-a-pique com tectos de colmo e tocas de armazenamento em forma de sino.
Por outro lado, durante o período formativo tardio ocorreu o declínio generalizado no comércio e outras interações regionais por toda a Mesoamérica, paralelo a uma diminuição marcada do uso de itens exóticos, como contas de jade. Foi avançada a ideia de que estes bens exóticos foram substituídos por itens de luxo de produção local, como tecidos de algodão e ornamentos de cabeça. No entanto, este declínio de interações regionais e do comércio não foi uniforme: em particular, a interação entre culturas no istmo de Tehuantepec aumentou, e foi detectado um aumento na importação de obsidiana.
Contrastando com a arte olmeca anterior, a arte epiolmeca apresenta uma perda generalizada de detalhe e qualidade. As figuras de cerâmica eram menos realisticamente detalhadas, e os monumentos de basalto e as estelas de Tres Zapotes carecem da maestria, refinamento e detalhe dos trabalhos antes produzidos em San Lorenzo e La Venta.
Com base na colocação descentralizada dos grupos de montículos e das esculturas monumentais em Tres Zapotes, pensa-se que a hierarquia epiolmeca seria menos centralizada que no caso olmeca, apresentando talvez uma assembleia governativa faccionada em lugar de um governante individual.

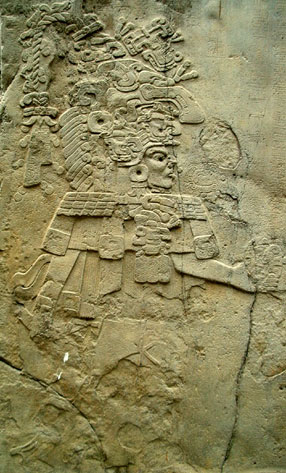
Imagem da face esquerda de Estela 1 de La Mojarra mostrando uma pessoa identificada como o "Senhor da Montanha dos Colhedores".

## Escultura epiolmeca

### Escrita e calendário
Apesar de ser possível verem-se representações daquilo que parecem ser acontecimentos históricos na estela 3 e no monumento 13 de La Venta, a escultura olmeca estava mais preocupada em retratar governantes, como é demonstrado pelas 17 cabeças colossais. Pelo contrário, os monumentos epiolmecas mostram um interesse historiográfico, culminando no eventual aparecimento de transcrições datadas.
Estas transcrições datadas foram possíveis devido ao uso pela cultura epiolmeca desde muito cedo do calendário de contagem longa, bem como dum sistema de escrita muito antigo, a escrita epiolmeca ou ístmica. A escrita ístmica aparece em várias esculturas epiolmecas incluindo a estela 1 de La Mojarra, a estatueta de Tuxtla, e a estela C de Tres Zapotes, cada uma contendo também uma data muito antiga expressa na contagem longa. Estes textos epiolmecas eram os mais detalhados deste período na Mesoamérica.
Ainda que nem a escrita ístmica nem o calendário de contagem longa tenham sido exclusivos da cultura epiolmeca, o seu uso, sobretudo em combinação, é uma das suas marcas mais distintivas.

### Temas
Enquanto os monumentos contemporâneos de Izapa, 500 km para sudeste, apresentam temas míticos e religiosos, os monumentos epiolmecas glorificavam os governantes. A estela 1 de La Mojarra, por exemplo, mostra um governante envergando vestes e ornamentos de cabeça elaborados. A tradução do texto ístmico acompanhante feita por Justeson e Kaufman, resultou no nome "Senhor da Montanha do Colhedores" e o texto é sobre a sua ascensão ao poder, guerras, um eclipse solar, a sua própria sangria ritual, e um sacrifício talvez do seu próprio cunhado.
Outros monumentos epiolmecas similares que apresentam figuras finamente vestidas com altos ornamentos de cabeça são a estela de Alvarado e a estela 1 de El Mesón. Ao contrário da estela 1 de La Mojarra, estes dois monumentos mostram também uma figura mais pequena, subordinada, e aparentemente intimidada. A estela de Alvarado poderá conter alguns glifos ístmicos severamente erodidos. A estela 1 de El Mesón não apresenta qualquer texto.
Esta arte monumental em que os governantes eram exaltados tornar-se-ia comum nas terras maias durante o período clássico.

## Transformação final
Por volta de 250 d.C., Cerro de las Mesas, Remojadas, e outros sítios mais a norte ao longo da costa de Veracruz, haviam eclipsado Tres Zapotes. Apesar de Tres Zapotes continuar a existir até ao período clássico, o seu apogeu havia acabado e a cultura epiolmeca cedeu o seu lugar à cultura clássica de Veracruz.